# Koltur, Koltur
Koltur, Koltur este un oraș din Insulele Faroe.